# Hymn Mikronezji
Patriots of Micronesia (pol. „Patrioci Mikronezji”) – hymn państwowy Mikronezji. Został przyjęty w 1991 roku. Słowa i muzyka wywodzą się od niemieckiej pieśni patriotycznej Ich hab mich ergeben, przy czym słowa są jej tłumaczeniem na język angielski.

## Oficjalne słowa angielskie
Tis here we are pledging,
with heart and with hand,
Full measure of devotion,
to thee, our native land,
Now all join the chorus,
let union abide.
Across all Micronesia,
join hands on every side.
We all work together,
with hearts, voice and hand,
Till we have made these islands,
another promised land.

## Nieoficjalne polskie tłumaczenie
Przysięgamy
Sercem i ręką
Całkowite zaangażowanie
Dla naszej Ojczyzny
Teraz niech wszyscy dołączą do chóru
Niech będzie zjednoczenie
W całej Mikronezji
Łączmy się ze wszystkich stron
Wszyscy pracujemy razem
Sercem, głosem i ręką
Póki nie uczynimy tych wysp
Kolejną Ziemią Obiecaną